# Вербний тиждень
Вербний тиждень (квітний тиждень, вербиця, вербич) — народно-християнське слов'янське календарне свято, передостанній тиждень перед Великоднем (шостий тиждень Великого посту).
Його завершує Вербна (Квітна) неділя. Вербною тому називали, що цього дня святили вербу. Верба в Україні — вельми шановане дерево, про неї складено багато пісень і легенд, а ще кажуть: «Без верби й калини нема України». Освячену вербу приносять в дім і ставлять біля ікони, вона має простояти весь рік, охороняючи родину від нещасть та хвороб.
У Вербний тиждень, за народним віруванням, не можна сіяти конопель і городини, бо «буде ликовате, як верба». Не сіяли колись і буряків, бо «будуть гіркі».